# Li Yanfeng
Li Yanfeng, född 15 maj 1979 i Heilongjiang, är en kinesisk friidrottare som tävlar i diskus.